# Zwiastowanie (obraz Simone Martini i Lippo Memmi)
Zwiastowanie – obraz włoskich malarzy Simone Martiniego i Lippo Memmiego namalowany do kaplicy Sant Ansanso na potrzeby cyklu ołtarzy katedry sieneńskiej, gdzie każdy miał obrazować pojedyncze epizody z życia Dziewicy Matki. Obraz został zamówiony w hołdzie dla patrona Sieny, św. Ansanusa.
W 1799 roku na polecenie księcia Toskanii Piotra Leopolda obraz przewieziono do Florencji, do galerii Uffizi.

## Opis obrazu
Ołtarz składa się z trzech obrazów przedstawiających biblijną scenę zwiastowania Marii Dziewicy. W centralnej części kwatery namalowanej przez Simone Martina, ukazane są trzy postacie – Archanioł Gabriel jako anioł zwiastowania, Dziewica Maria oraz gołębica symbolizująca Ducha Świętego. Gabriel zgodnie z Ewangelią św. Łukasza, wypowiedział do Marii słowa:  Ave Maria, gratia plena, Dominus tecum dalsze słowa zostały namalowane na szatach anioła. Symbolicznym atrybutem Gabriela była gałązka lilii, Martini zastąpił ją jednak gałązką oliwną. Kwiat lilii był emblematem ówczesnego wroga Sieny – miasta Florencji. Lilie zostały przedstawione osobno w wazonie oddzielającym dwie postacie nadając postaciom realistyczne wymiary i tradycyjnie symbolizowały czystość i dziewictwo oraz związane były z Księżycem, gdzie archanioł sprawował władzę. Postać Gabriela była ubrana w złote szaty nawiązując tym samym do jego przydomku dawcy światła. Maria zgodnie z tradycją przedstawiona została w trakcie czytania Biblii.
W kwaterach bocznych autorstwa Lippo Memmiego przedstawiono postać św. Ansanusa (po lewej stronie) wraz z jego symbolicznym atrybutem – palmą męczennika oraz sztandarem zmartwychwstania będącego symbolem zwycięstwa nad śmiercią. Po prawej stronie znajduje się postać św. Małgorzaty. Nad wszystkimi postaciami znajdują się cztery medaliony z podobiznami proroków starotestamentowych trzymających zwoje pergaminu. od lewej strony ukazano proroka Jeremiasza a następnie proroków Ezechiela, Izajasza i Daniela. W piątym medalionie umieszczonym na środku ołtarza, na górze znajdowała się prawdopodobnie postać Boga Ojca, będąca dopełnieniem Trójcy Świętej – Ducha Świętego, Boga Ojca i poczętego Chrystusa.
Wszystkie sceny namalowane zostały na złotym tle, opatrzone świetlistymi barwami i złocistymi refleksami.